# Apollo Road
Apollo Road – drugi singel André Tannebergera z albumu Distant Earth. Został wydany 8 lipca 2011 roku i zawiera dwa utwory.

## Lista utworów
| Nr | Tytuł                      | Długość |
| -- | -------------------------- | ------- |
| 1. | Apollo Road                | 7:24    |
| 2. | Apollo Road (Club Version) | 8:14    |